# Renata Bauer
Renata Bauer, slovenska orglavka, * 1963.
Komaj 16-letna je končala Srednjo glasbeno šolo v Mariboru v razredu Janka Šetinca. Na Akademiji za glasbo v Ljubljani je študirala klavir pri Tanji Zrimšek in Zdenki Novak, orgle pa pri Hubertu Bergantu ter leta 1984 z odliko diplomirala iz obeh instrumentov. Klavirsko specializacijo je opravila pri Olgi Jovanović v Beogradu, orgelsko pa pri Hubertu Bergantu leta 1995. Podiplomski študij je sklenila s samostojnim recitalom z deli Maxa Regerja na Schukejevih orglah v Gallusovi dvorani Cankarjevega doma.
Na Akademiji za glasbo je leta 1996 začela predavati na Oddelku za cerkveno glasbo in Oddelku za instrumente s tipkami – glavni predmet orgle kot asistentka Hubertu Bergantu. Od leta 2000 je bila docentka, od leta 2009 je izredna profesorica; do danes je v njenem razredu na dodiplomski stopnji diplomiralo triindvajset študentov in dva na podiplomskem - specialističnem študiju. Leta 2001 je predsedovala žiriji na 5. evropskem tekmovanju mladih orglavcev v Ljubljani.
Samostojne recitale je poleg Slovenije imela v Angliji, Švici, na Norveškem, Nizozemskem ter na orgelskih festivalih na Češkem, Hrvaškem, Slovaškem, v Švici in Italiji; sodeluje tudi v komornih skupinah.
Leta 2008 je bila umetniški vodja Mednarodne orgelske poletne šole v Radljah ob Dravi/Ribnici na Pohorju.